# Rio Siguacán
Rio Siguacán é um rio centro-americano da Guatemala.